# Сан Франческо (Равена)
Базиликата „Сан Франческо“ (на италиански: Basilica di San Francesco) е паметник на раннохристиянското изкуство и архитектура в гр.Равена, Италия. Разположена е в центъра на града, на Piazza San Francesco.

## История
Първоначално на мястото на сегашната базилика през V век равенския епископ Неон построява по-малка църква, посветена на апостолите Петър и Павел.
През X век базиликата е цялостно преустроена и получава името „Сан Пиетро Маджоре“. През този период към базиликата е пристроена кула-камбанария с височина 33 метра.
През 1261 г. базиликата е предадена на монаси-францисканци и е посветена на основателя на ордена Свети Франциск (на италиански: Francesco d'Assisi).
През 1321 г. в базиликата се извършва опелото на поета Данте Алигиери, който първоначално е погребан в базиликата, а по късно в специално изграден до храма мавзолей.

## Архитектура и интериор
В архитектурен план сградата представлява трикорабна базилика с размери 46,5 м на 23,76 м. Трите кораба (нефа) са разделени от колонади с по дванадесет мраморни колони във всяка, увенчани с капители.
Централният неф завършва с полукръгла апсида с прозорци. Първоначалната апсида е била украсена с мозайки на апостолите Свети Петър и Павел, които при преустройствата през Х век са унищожени. Под апсидата се намира наводнена крипта от X век, с подова мозайка от времето на епископ Неон (V век). Подовата мозайка е под вода, в която плуват златни рибки.   Криптата е осветена и мозайките могат да се наблюдават от посетителите през специален отвор. Те са непокътнати, макар че са потопени под водата от векове.
В страничните нефове също са съхранени елементи от първоначалната базилика: скулптурни фрагменти от VI век и древни саркофази от ІV и V век. От намиращата се в църквата богата гробница на фамилията да Полента е запазена само една арка от XIV век с фрагменти от фрески.
Престолът на главния олтар е направен от саркофага на епископ Ливерий (IV век) и е украсен с релефно изображение на Исус Христос на трон, заобиколен от своите апостоли. Под олтара в каменен саркофаг се съхраняват мощите на епископ Неон.

## Галерия
- Централният неф на базиликата
- Саркофагът с мощите на епископ Неон
- Наводнената крипта с плуващи златни рибки